# Sanctuaire de la Mère-de-Dieu de Canòlich
Le sanctuaire de la Mère-de-Dieu (catalan : santuari de la Mare de Déu), ou simplement sanctuaire de Canòlich (catalan : santuari de Canòlic), est un sanctuaire catholique et une ancienne église romane, maintenant baroque située en Andorre. L'édifice est classé bien d'intérêt culturel et la fête qui s'y déroule tous les derniers samedis de mai est classée fête d'intérêt culturel par l'état andorran.

## Situation
Le sanctuaire se trouve sur la route menant au col de Canòlic, à 1 550 m d'altitude et quelques centaines de mètres du sommet. Juste en face se trouve le parador de Canòlic.
Elle est accessible par la route CS-600 qui joint le village de Bixessarri à l'Espagne. Vers l'Andorre, cette route secondaire mène à la Route générale d'Andorre 6 - CG-6.

## Histoire
Si le plan provient du moyen Âge, le chœur date de 1680, la nef a été agrandie en 1879 la façade refaite en 1923, puis l'église est rénovée de 1973 à 1979.
Le monument est classé bien d'intérêt culturel en juillet 2003 et la fête votive qui s'y déroule le dernier samedi du mois de mai est classée bien immatériel en mai 2010.

## Architecture
L'édifice est de plan rectangulaire. Au sud-est se trouve la façade, percée en son centre d'une porte, d'une fenêtre de chaque côté et d'un oculus au-dessus de la porte. L'ensemble est surmonté d'un clocher ajouré.

## Culte
Mare de Déu de Canòlic (Notre-Dame de Canòlic) est la sainte patronne de la paroisse de Sant Julià de Lòria. Une fête votive se déroule au sanctuaire chaque année, le dernier samedi du mois de mai.
La sculpture romane de la Vierge de Canòlich est conservée dans l'église Sant Julià i Sant Germà de Lòria.